# دی کیو (خواننده)
دی کیو (به انگلیسی: DQ) با نام اصلی پیتر اندرسون (به انگلیسی: Peter Andersen)(زاده ۱۶ فوریهٔ ۱۹۷۳) خواننده زن‌پوش دانمارکی است.